# Weatherly
Weatherly é um distrito localizado no estado norte-americano de Pensilvânia, no Condado de Carbon.

## Demografia
Segundo o censo norte-americano de 2000, a sua população era de 2612 habitantes.
Em 2006, foi estimada uma população de 2608, um decréscimo de 4 (-0.2%).

## Geografia
De acordo com o United States Census Bureau tem uma área de
7,8 km², dos quais 7,8 km² cobertos por terra e 0,0 km² cobertos por água. Weatherly localiza-se a aproximadamente 335 m acima do nível do mar.

## Localidades na vizinhança
O diagrama seguinte representa as localidades num raio de 12 km ao redor de Weatherly.